# Iglesia de Santa Margarita (Alcampell)
La iglesia de Santa Margarita de Alcampell (Provincia de Huesca, España) constituye uno de los escasos ejemplos de iglesia edificada con estilo mudéjar que encontramos al norte del río Ebro.

## Descripción
Su construcción se efectuó, probablemente, en el último tercio del siglo XVI. Tanto las baldosas como el tejado, fueron fabricados en la antigua balsa de tejería, en las afueras de la villa.
La nave de la iglesia consta de cuatro tramos, todos ellos de forma rectangular. La torre parece ser de una construcción más tardía, de época barroca. Tiene planta cuadrada, para pasar después a la forma octogonal.
Lo que más destaca es la fachada principal. Dentro del interior son remarcables los motivos de decoración, resaltando los motivos de yeso y los trabajos de lazo en los arcos de las capillas laterales, posteriores al siglo XVI. El reloj del campanario se instaló el año 1955 juntamente con una sirena que suena dos veces al día.

## Catalogación
Se encuentra inscrita en el Inventario del Patrimonio Cultural Aragonés por lo que según la ley 3/1999 de 10 de marzo del Patrimonio Cultural Aragonés tiene la protección de Bien inventariado del patrimonio cultural aragonés.